# المرزحية (أفلح اليمن)

تعديل مصدري - تعديل

المرزحية هي إحدى قرى عزلة جياح بمديرية أفلح اليمن التابعة لمحافظة حجة، بلغ تعداد سكانها 702 نسمة حسب تعداد اليمن لعام 2004.